# Taieri Mouth
Taieri Mouth – miasto w Nowej Zelandii, na Wyspie Południowej, w regionie Otago.